# Jerzy Plebanek
Jerzy Plebanek, né le 25 juin 1946, est un ancien joueur de basket-ball polonais. Il évolue au poste de meneur.